# Radko Zoller
Radko Zoller (Lipsia, ...) è un ex giocatore di football americano e allenatore di football americano tedesco che ha giocato nel ruolo di wide receiver.

## Palmarès
- 1 Europeo (2010)